# Inga-Lina Lindqvist
Inga-Lina Lindqvist, född Kuzmenko 25 april 1964 i Vilnius, är en svensk författare och kulturskribent.

## Biografi
Inga-Lina Lindqvist föddes 1964 i Vilnius i Litauen i dåvarande Sovjetunionen. Modern var judinna och fadern kristen. Hon växte upp hos sina morföräldrar i Belarus. Släkten var judisk, men tron praktiserades inte. Hon läste mycket som barn och skrev även dikter och berättelser. Som femtonåring 1979 kom hon till Sverige genom att hennes mor gifte om sig med en dansk läkare, bosatt i Malmö. Hon konverterade till kristendomen.
I Sverige har Inga-Lina Lindqvist utbildat sig på Socialhögskolan i Lund, arbetat som socialsekreterare, tolk och språklärare samt genomgått dramatikerutbildning på Teaterhögskolan i Malmö samt utbildning till diakon.

## Författarskap

### Lyrik
Inga-Lina Lindqvist debuterade som författare med diktsamlingen Änglaspår 1994. Boken tilldelades Stig Carlson-priset samma år med motiveringen att diktningen ”förenar en stark formkänsla med rötter i rysk tradition med en poetisk auktoritet, präglad av intellektuell energi och emotionell rikedom”. 1996 kom samlingen Hjärtliga hälsningar och 2002 Om du bara visste ur vilken bråte dikter växer utan att skämmas, som även innehåller kortprosa. Lindqvist skrev sina dikter i bunden form på sitt ryska modersmål, Hon översatte dem sedan tillsammans med sin man Per-Ole Lindqvist till fri svenska, alltså utan tvång på rim och meter. 2007 förklarade hon att hon inte längre kunde skriva lyrik. Hon levde inte längre i det ryska språket och kände att hon inte kunde skriva poesi direkt på svenska.
Lindqvist ser diktandet som ett uppdrag, ytterst från Gud. I dikterna finns ofta en stark metafysisk närvaro. Hon har nämnt Vladimir Vysotskij och Karin Boye som inspirationskällor.

### Prosa, dramatik och radio
I stället för lyrik har Lindqvist skrivit i andra genrer. Avdelningen för påhittade föremål (2004) innehåller delvis självbiografiska berättelser. Det har blivit ett par romaner, Mirakelkuren (2007) och Drottningflickan (2008), flera barnböcker, en pjäs om Karin Boye samt inte minst en stor mängd recensioner och annan kulturjournalistik i dagspressen, framför allt Aftonbladet. Hon har också medverkat i Sveriges Radio många gånger, i program som Tankar för dagen, OBS och Dagens dikt. 1997 var hon värd för Sommar.

## Priser och stipendier
- 1994 – Stig Carlson-priset
- 2002 – Sigtunastiftelsens författarstipendium
- 2006 – Deverthska kulturstiftelsen, stipendium